# Серия портретов в лавровом венке

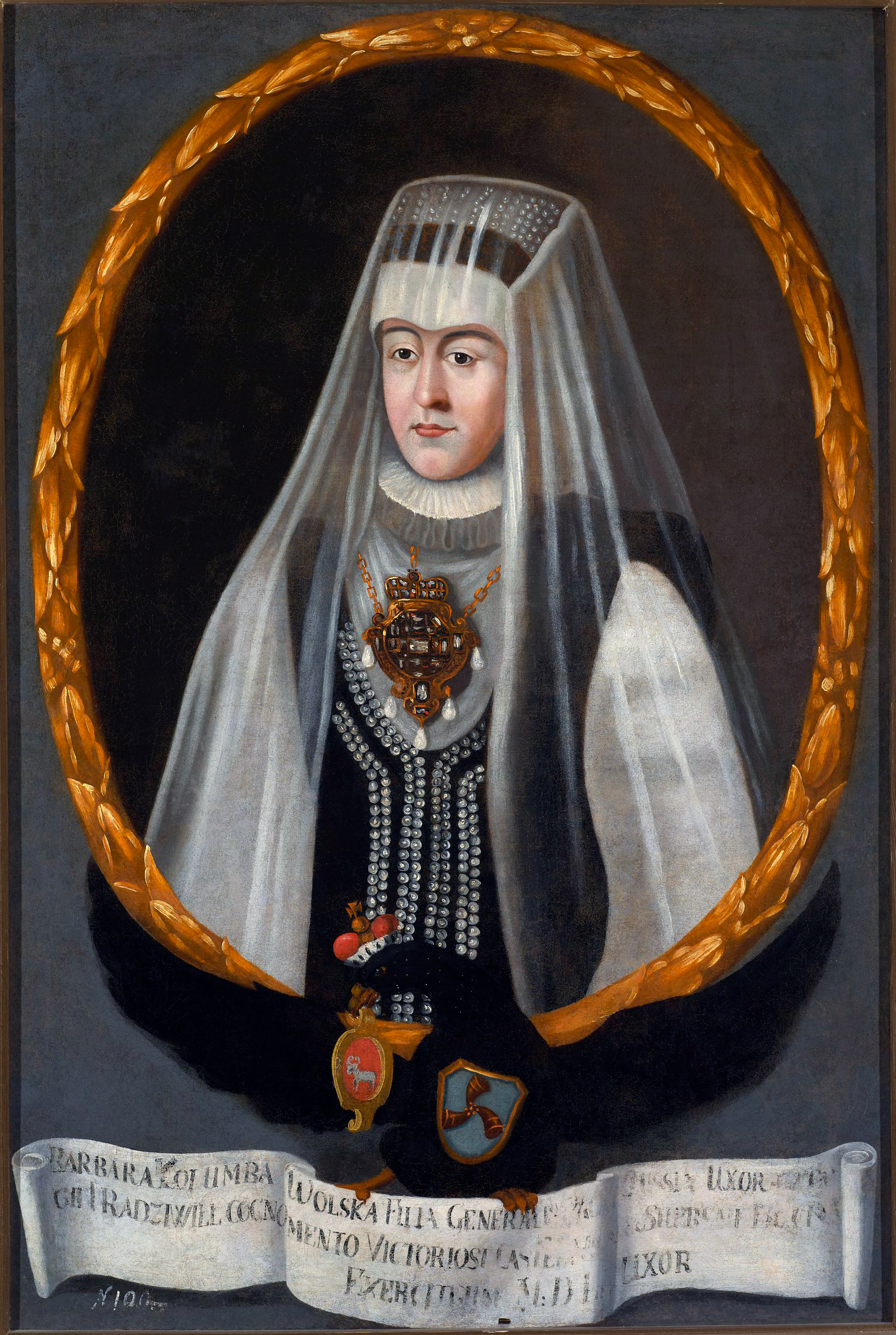
Портрет. Хорошо видны все признаки портрета в лавровом венке

Портреты в лавровом венке — часть Радзивилловской коллекции семейных портретов, которые имеют четкие общие черты и объединяются искусствоведами в единую серию.

## Описание
Для портретов из этой серии характерный овал из лаврового венка, орёл, который держит герб дома Радзивиллов, и свиток с надписью. Портреты в таком стиле создавались в разное время.

## История

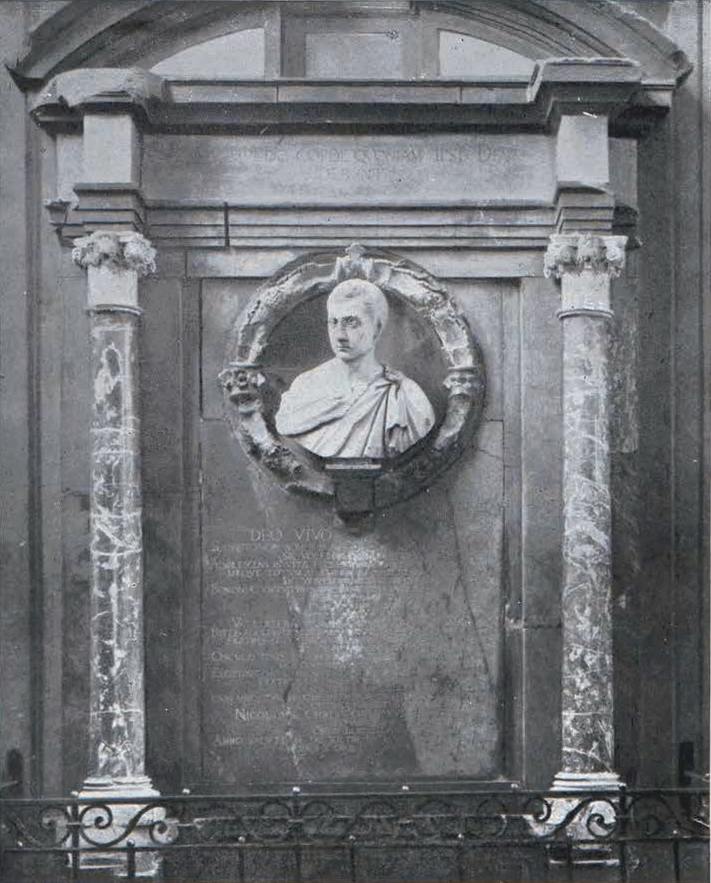
Скульптура, которая стала образцом для портретов в лавровом венке

Образцом для создания серии портретов стал памятник мемориальной пластики 1608 года Христофору Николаю Радзивиллу в Несвижском костёле Божьего тела.
В несвижском инвентаре около 1778 насчитывалось 126 таких портретов.